# Klonoa 2: Lunatea’s Veil
Klonoa 2: Lunatea’s Veil (яп. 風のクロノア2 世界が望んだ忘れもの Кадзэ но Куроноа Цу: Сэкай га Нодзонда Васурэмоно) — видеоигра в жанре платформера для игровой консоли Sony PlayStation 2, изданная компанией Namco в 2001 году. Является второй основной игрой в серии Klonoa и сиквелом к игре Klonoa: Door to Phantomile (1997)
Клоноа и множество его новых друзей попали в новую неприятность, и им теперь нужно спасти Лунатеа и раскрыть тайны волшебного мира. В этой игре очень много различных уровней, и некоторые — уникальные, такие как поездки на досках.
Не смотря на низкие продажи, Lunatea's Veil получила широкое признание. Критики подмечали простой, но захватывающий геймплей и называли игру одним из лучших платформеров 2001 года. В 2022 как часть сборника Klonoa: Phantasy Reverie Series вышел ремастер данной игры 

## Сюжет

### Пролог
Игра проходит в мире снов Лунатеи. Он состоит из четырёх королевств. Королевство Спокойствия, Ла-Лакуша, является мирным королевством, которое находится на севере Лунатеи и где находится Верховная Жрица. Королевство радости, Джоилант, является королевством к югу от Лунатеи парк развлечений. Королевство Раздора, на западе, похоже на несколько фабрик металлообработки, и его люди ведут бесконечную войну. Королевство нерешительности, Мира-Мира, уединённое и снегом в течение всего года. Каждое королевство содержит колокол, в котором находится его элемент.

### История
Игра открывается с помощью Клоноа во время того, что кажется сном. Таинственная фигура просит его о помощи. Внезапно он, по-видимому, телепортирован в Лунатею и падает в океан. Прилив подметает его к скалистому обнажению, где он замечен и спасён Лолой и Попкой. Они направляют его к острову с колокольчиком, который Лоло должна позвонить, чтобы стать полной жрицей. С помощью Клоноа группа направляется к колоколу, а Лоло, к большому волнению, удаётся позвонить ему.
Лоло и Попка берут Клоноа с собой, чтобы посетить Багуджи, загадочного, но мудрого пророка. Он объясняет, что в четырёх королевствах Лунатеи в каждом доме есть колокол, который поддерживает гармонию по всей Лунате. Однако появился пятый колокол, который не принадлежит ни к одному из королевств. Этот пятый колокол начал распространять хаос через Лунатею, размножая монстров и заставляя жриц болеть. Несмотря на это, никто в Лунатеи не замечает. Затем он поручает им посетить Верховную Жрицу. По достижении Верховной Жрицы, Лоло официально обозначается как полная жрица. Верховная жрица приказывает Лоле посещать и собирать сферы из каждого колокола, чтобы сдержать зло. Затем трое отправились на каждый звонок.
Во время их поездки группу часто преследуют и атакуют Леорина и Тат, которые желают власти колоколов в своих целях.

## Геймплей
Геймплей «Klonoa 2: Lunatea’s Veil» сравним с его предшественником «Klonoa: Door to Phantomile», состоящий из стандартных платформ, этапов и боссов, а также сёрфаборд — этапы верховой езды. После определённого момента в игре у игрока есть возможность выбрать, любой этап или «Видение», чтобы играть на карте мира игры. Для большей части игры проигрыватель ограничен прокруткой 2D в 3D-окружении с возможностью перемещения влево, вправо, вверх или вниз. Игрок может также поворачиваться в сторону или от экрана, чтобы взаимодействовать с ним или бросать вещи в объекты на переднем плане или на заднем плане. На стандартных этапах цель заключается в достижении конца уровня путём использования врагов для преодоления препятствий и решения головоломок. Клоноа имеет ограниченное количество здоровья в виде сердец, которое уменьшается при соприкосновении с врагами и некоторых препятствиями.
В дополнении к возможности прыгать, Клоноа может стрелять в врагов, используя кольцо, которое он носит. Как только Клоноа застрелил врага, игрок может бросить его или использовать для двойного прыжка, бросив врага на землю после первого прыжка. Существуют также специальные виды врагов, которые необходимы для продвижения через каждое Видение. К ним относятся враги под названием «Бумы», которые взорвутся через определённое время и должны быть использованы для разрыва определённых баррикад; «Ликарисы», которые поглощают врагов и которых они бросают, в результате чего они меняют цвет, с которого игрок может использовать их, чтобы сломать кристаллы соответствующего цвета; «Эрбилы», которые дают Клоноа способность прыгать выше обычного; И «Китоны», враги, которые игрок может использовать, чтобы летать на короткое время. Есть также реактивные враги и большие пушки, которые Клоноа, как ракету направляют к отдалённым частям Видения. Кроме того, есть функция, которая позволяет другу использовать второй контроллер, чтобы персонаж Попка дал Клоноа дополнительный импульс во время прыжка. Однако, кроме этого, в этой игре нет многопользовательского режима. Этапы верховой езды ставят Клоноа на фиксированный, непрерывно движущийся путь к конечной цели. Сражения с боссами обычно состоит из захвата врагов или объектов, чтобы бросить в босса, пока его здоровье не истощается.
В каждом видении есть несколько предметов для сборов. Например, Сердечко пополнит здоровье Клоноа, а Будильники станут контрольной точкой в случай смерти игрока. Каждое видение, кроме битв босса, содержит по меньшей мере 150 «Мечтающих камней», разбросанных вокруг. Предмет, называемый «Миррор Спирит», временно заставляет каждый камень удваивать своё первоначальное количество камней. Каждое видение также содержит шесть звёздных предметов под названием «Лунные камни». Собрав 150 Мечтающих камней для Видения откроет картинку в «Альбома» игры, в то время как сбор шести лунных камней использует разблокировку других игровых функций.

## Оценки
| Сводный рейтинг | Сводный рейтинг |
| Агрегатор       | Оценка          |
| --------------- | --------------- |
| GameRankings    | 84,76 %         |